# 新疆银行
新疆银行股份有限公司（简称新疆银行；维吾尔语：شىنجاڭ بانكىسى，拉丁维文：Shinjang Bankisi，西里爾維文：Шинҗаң Банкиси）是中华人民共和国的一家以国有资本为主导、民营资本适度参与的股份制城市商业银行，也是新疆维吾尔自治区唯一一家省级地方法人金融机构。2016年12月30日，自治区举行新疆银行开业大会。2024年，新疆银行吸收合并库尔勒银行。